# Arctosa cinerea
Arctosa cinerea este o specie de păianjeni din genul Arctosa, familia Lycosidae. A fost descrisă pentru prima dată de Fabricius, 1777. Conține o singură subspecie: A. c. obscura.